# Anas castanea
Anas castanea là một loài chim trong họ họ Vịt.
Loài này sinh sống ở phía nam Úc.